# Сурхоб (джамоат)
Сурхо́б, или Сурхобский джамоат (тадж. Ҷамоати деҳоти Сурхоб) — сельский джамоат Лахшского района Таджикистана. Расстояние до центра района — 13 км. Население — 2585 человек (2015 г.), таджики и киргизы.

## Населённые пункты
| № | Населённый пункт | Прежние названия | Тип населённого пункта | Население, 2017. |
| - | ---------------- | ---------------- | ---------------------- | ---------------- |
| 1 | Бушолон          | Шилбили          | деха                   | 552              |
| 2 | Дашти мургон     | Джилонди         | деха                   | 780              |
| 3 | Дуагба           | Кушагба          | деха                   | 540              |
| 4 | Обшорон          | Сугат            | деха                   | 663              |
| 5 | Хушхол           |                  | деха                   | 50               |

## История
16 ноября 1979 года был образован кишлачный совет Сурхоб Джиргатальского района, в который из Джиргатальского к/с были передан кишлак Джилонди, который стал его центром, из к/с Домбрачи — кишлаки Кушагба и Шилбили, а из к/с Янгишахр — кишлак Сугат. 